# جوزيف كوماتيتس
جوزيف كوماتيتس (6 نوفمبر 1950 – 2007) هو مبارز بالسيف مجري راحل، مثّل بلاده في الألعاب الأولمبية الصيفية 1976.

## روابط رياضية
جوزيف كوماتيتس على موقع أوليمبيديا (الإنجليزية)